# Jana Tylová
Jana Tylová (* 1974) je historicky první mistryní světa v luštění sudoku. Pochází z Ústí nad Labem a momentálně bydlí v Mostu, kde pracuje jako ekonomka. K soutěžím v řešení logických rébusů se podle svých slov dostala v roce 2001. V roce 2012 se vdala, dnes ji ve výsledkových tabulkách můžete najít pod jménem Jana Vodičková.
Mistrovství světa 2006 v sudoku se konalo ve dnech 10.–11. března v italském městě Lucca za účasti 85 reprezentantů z 22 zemí.
Tylová v roce 2006 vyhrála také první titul mistra České republiky v sudoku a svoje prvenství obhájila i v lednu 2007.
V roce 2008 byla členkou českého týmu, který si z mistrovství světa v indickém městě Goa přivezl zlaté medaile.